# 焦磷酸钒(III)
焦磷酸钒(III)是一种无机化合物，化学式为V4(P2O7)3，是钒的磷含氧酸盐之一，它是棕色固体，其颜色来自于V-O八面体。它可由五氧化二钒、亚磷酸和磷酸混合溶液蒸干后热分解、经盐酸处理后得到。它可以催化异丁烷的氧化脱氢反应。